# Fugyi
Fugyi (románul Fughiu) falu Romániában, a Partiumban, Bihar megyében.

## Fekvése
Nagyváradtól keletre, a Sebes-Körös mellett fekvő település.

## Története
Fugyi Árpád-kori település. Nevét már 1236-ban említette oklevél Fudy néven, Jenő határjárásával kapcsolatban.
1273-ban a váradi püspöknek 4 háznép szőlőművelője volt itt, a káptalannak 5 gyertyával szolgáló, a falu többi
része királyi servienseké volt. Ezek a „királyi szolgák” a Zoard nemzetség tagjai lehettek, akik 1311-ben mint Fugyi nemesek tűntek fel.
1311-ben Fudy-i nemesek: Buchofia Móric fiai: Miklós, Móric és Kadycha ~ Kadicha, Inach, János fiai: Miklós és László kérésére a váradi káptalan megújította saját privilégiumát birtokfelosztás ügyében.
1312-ben Fudy-i Móric fiaitól vásárolt Pyspuky-i szőlőkön is a Gutkeled nemzetségbeliek
osztoztak.
1314-ben Zovárd nemzetségbeli (Zuard nb.) Apa fia István comes és fia: Ambrosius (mivel a Zuard nemzetségbeli Fudy-i Móric fiai: Miklós, Móric és Kadych, továbbá Fudy-i János fiai: László és Miklós által
ellenük indított per súlyosan terheli őket, és egyébként nem tudnak elégtételt adni számukra) a
Szolnok vármegyei Magnum Crisium melletti Baanrewy birtokukat 27 M-ért eladták Ákos nemzetségbeli Mihály
comes fiainak; az adásvételhez Fudy-i Móric jelen levő fiai is beleegyezésüket adták.
1322-ben  Miklós királyi ember, 1327-ben a váradi püspök hites embere.
1332–1337-ben a pápai tizedjegyzékben Nycolaus sacerdos de v. Fugi alakban említették, papjuk ez időben évente 5 garas pápai tizedet fizetett.
1403-ban Fugyi (Fwgh) vámszedő hely és az albisi Zólyomi család tagjainak birtoka volt.
1722-ben a Magyarországra való román átvándorlás olyan tömeges volt, hogy az erdélyi út melletti Fugyi
községben ekkor már nem volt elegendő föld a jövevények eltartására. A később érkezettek többsége más falvakba költözött, egy részük pedig visszatért Erdélybe.
A 19. század elején Garapich Illés kamarai tanácsos és Novák Gergely volt a település földesura.
1910-ben 781 lakosából 536 magyar, 211 román volt. Ebből 53 római katolikus, 416 református, 227 görögkeleti ortodox volt.
A trianoni békeszerződés előtt Bihar vármegye központi járásához tartozott.
A 2002-es népszámláláskor 988 lakosa közül 488 fő (49,4%) román, 432 fő (43,7%) magyar nemzetiségű volt, 61 fő (6,2%) cigány etnikumú, 1 fő (0,1%) pedig ismeretlen nemzetiségű volt.

## Nevezetességek
- Református temploma ősi épület, mely még a 13. században épült. Két korszak nyomait is magán viseli, tornyát csak az újabb korban építették hozzá.
- Görögkeleti templom.